# Iiyama
iiyama (株式会社iiyama, Kabushiki-gaisha iiyama) est une entreprise japonaise fabricant des téléviseurs et des écrans d'ordinateur. Fondée en 1972, l'entreprise tire son nom de la ville d'Iiyama, qui se situe dans la préfecture de Nagano au Japon.

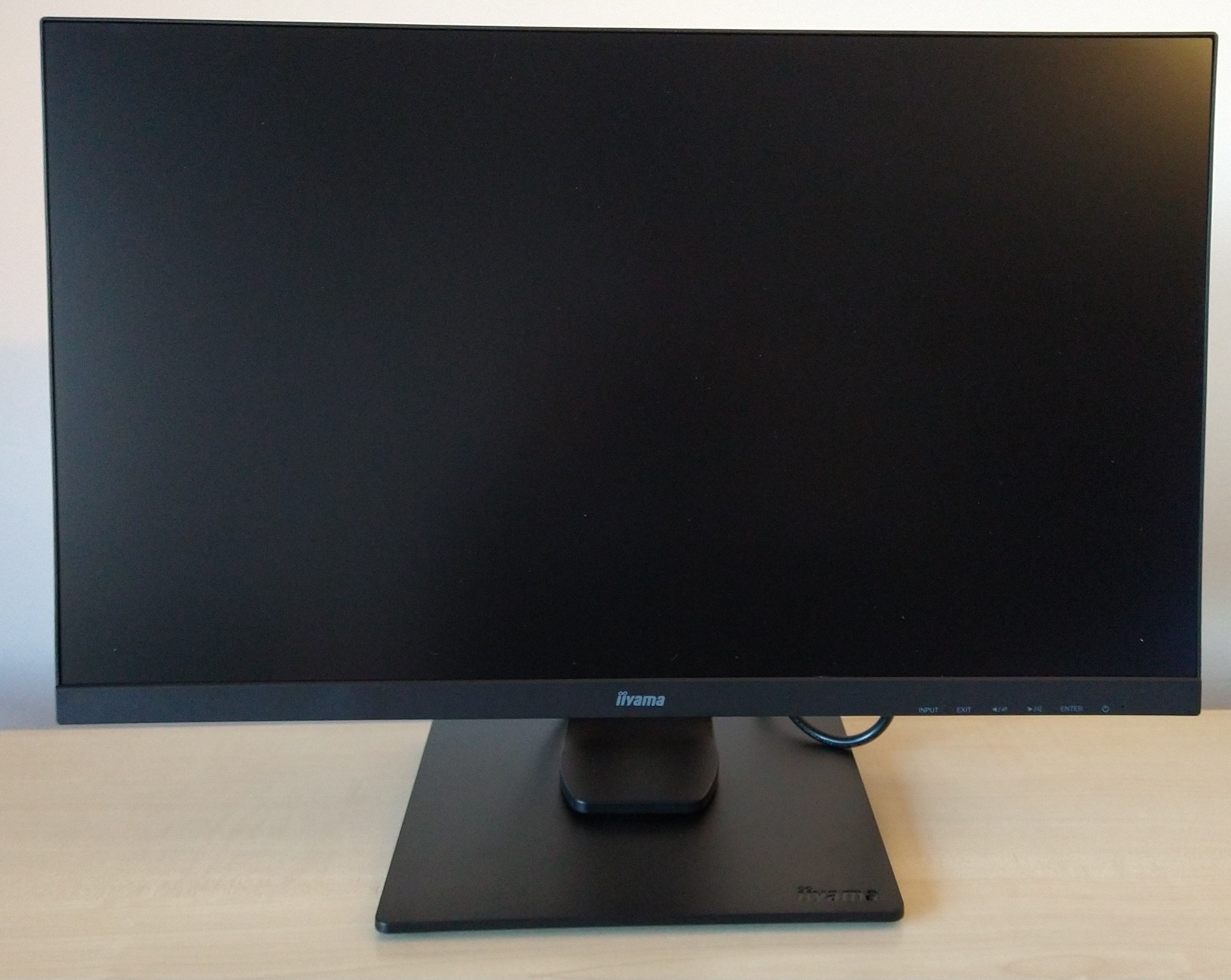
Un écran iiyama.

En 2008, iiyama est rachetée par Mouse Computer Co. (MCJ Group) et renommée « iiyama Co., Ltd ».